# Cultura europeia
A cultura europeia pode ser melhor descrita como uma série de culturas sobrepostas, e que envolve questões de Ocidente contra Oriente, e Cristianismo contra Islão. Existem várias linhas de ruptura culturais através do continente e movimentos culturais inovadores discordam uns dos outros.

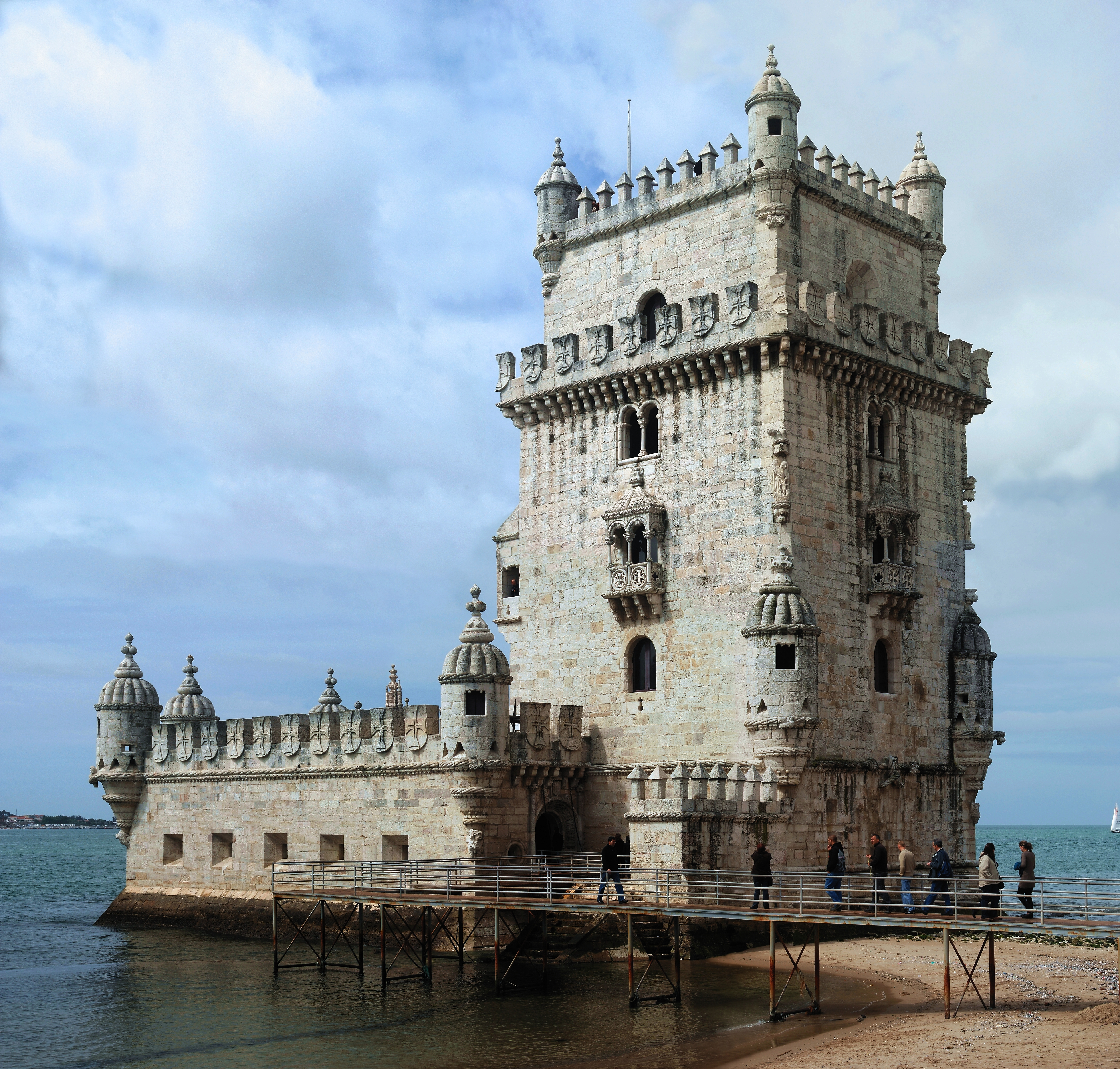
Torre de Belém

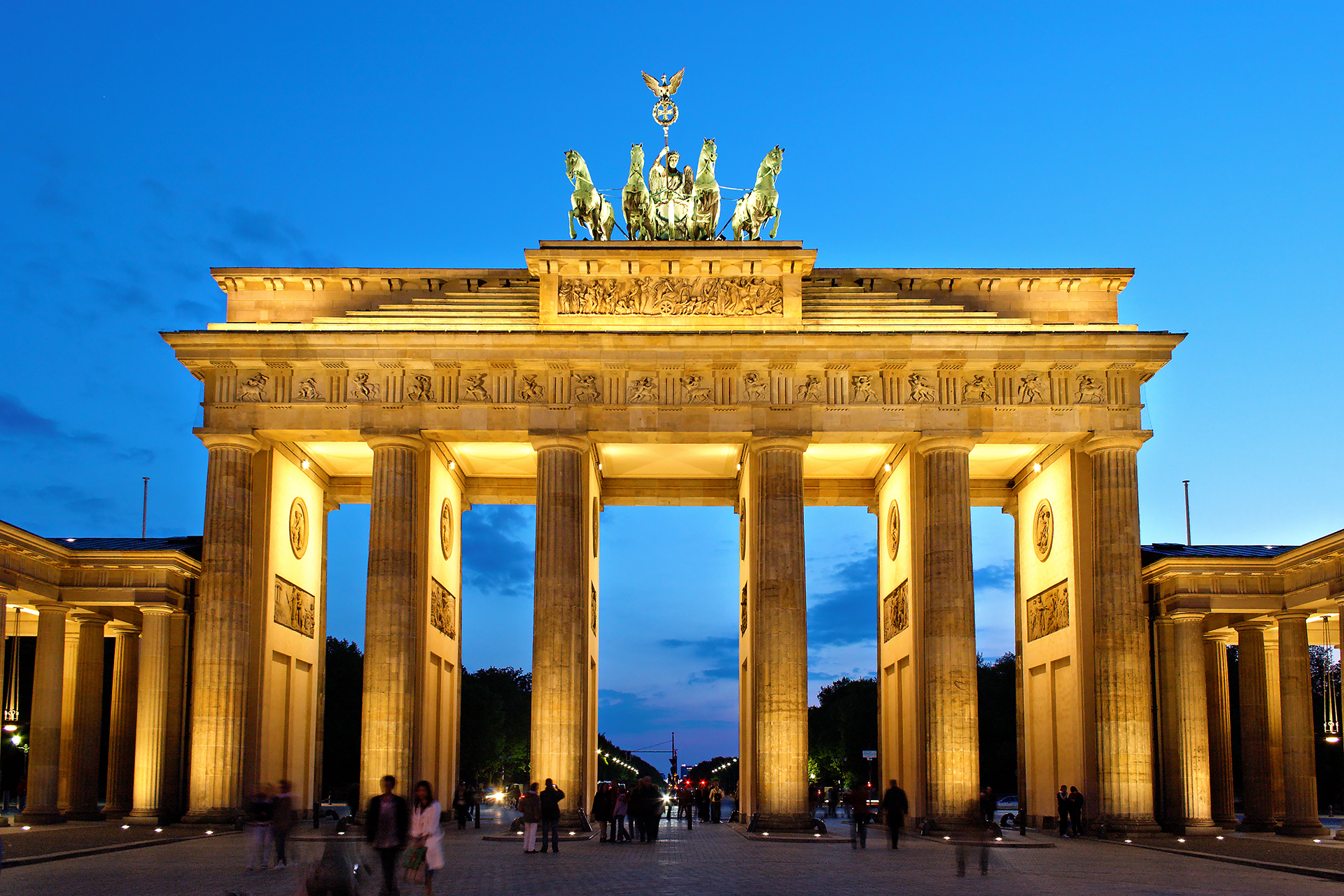
Portão de Brandemburgo

## Línguas
As línguas europeias estão, em sua maioria, dentro de três principais grupos linguísticos: as línguas românicas, derivadas da língua latina do Império Romano; as línguas germânicas, cujos ancestrais vieram de língua do sul da Escandinávia; e as línguas eslavas. As línguas românicas são faladas principalmente no sudoeste da Europa, assim como na Roménia e na Moldávia, que estão situadas na Europa Oriental.
As línguas germânicas são faladas no noroeste da Europa e algumas partes da Europa Central. As línguas eslavas são faladas na Europa Central, Oriental e Sudeste da Europa. Muitas outras línguas fora dos três principais grupos são faladas na Europa. O grupo de línguas célticas também é um grupo distinto, como os restantes já referidos, e embora tenha desaparecido grande parte do seu uso diário, ainda existem diferentes números de falantes de cada uma das seis línguas célticas: irlandês, gaélico escocês e manx, galês, córnico e bretão. Multilinguismo e a proteção das línguas regionais e minoritárias são objetivos políticos reconhecidos na Europa de hoje. O Conselho da Europa através da Convenção-Quadro para a Protecção das Minorias Nacionais do Conselho da Europa e da Carta Europeia das Línguas Regionais. A Europa possui uma extensa fonte de línguas muçulmanas.

## Religião
O Cristianismo tem sido a característica dominante na formação da cultura europeia pelo menos nos últimos 1700 anos. O pensamento filosófico moderno têm sido muito influenciado por filósofos cristãos tais como São Tomás de Aquino e Erasmo.
As religiões mais populares na Europa são:
- Cristianismo
  - Catolicismo Romano: países ou áreas com populações católicas significativas incluem Portugal, Espanha, França, Luxemburgo, Bélgica, sul dos Países Baixos, República da Irlanda, Escócia, Irlanda do Norte, sul da Alemanha, Suíça, Itália, Malta, Áustria, Hungria,Eslovénia, Croácia, as partes croatas da Bósnia e Herzegovina, Eslováquia, República Checa, Polónia, oeste da Ucrânia, Roménia, partes da Rússia, a região Latgale da Letónia e Lituânia. Existem também grandes minorias católicas na Inglaterra e Gales.
  - Igreja Ortodoxa: países com populações ortodoxas significativas são Albânia, Arménia, Bielorrússia, Bósnia e Herzegovina, Bulgária, Chipre, Estónia, Finlândia (Carélia), Geórgia, Grécia, Letónia, Lituânia, República da Macedónia, Moldávia, Montenegro, Romênia, Rússia, Sérvia, Ucrânia.
  - Protestantismo: países com populações protestantes significativas são Noruega, Islândia, Suécia, Finlândia, Estónia, Letónia, o Reino Unido, Dinamarca, Alemanha, os Países Baixos e Suíça. Existem minorias significativas em França, República Checa, Hungria, e pequenas minorias na maioria dos países europeus.
- Islão: países com populações muçulmanas significativas são Albânia, Bósnia e Herzegovina, Bulgária, República da Macedónia, Montenegro, Sérvia (especialmente em Kosovo), várias repúblicas da Rússia, Crimeia na Ucrânia, Cazaquistão, Turquia, Azerbaijão e Geórgia. Estatísticas recentes indicam que cerca de 3,5% da população da UE identifica-se a si própria como muçulmana,[1] com muitos imigrantes muçulmanos na Alemanha, Reino Unido, Benelux, Suécia e França.

Outras religiões minoritárias também existem na Europa, algumas trazidas por imigrantes:
- Judaísmo, principalmente na França, Reino Unido e Rússia.
- Hinduísmo, principalmente entre imigrantes indianos no Reino Unido.
- Budismo, disseminado fracamente por toda a a Europa, é a religião dominante na Calmúquia, Rússia.
- Reconstrucionismo pagão autóctone europeu, tradições e crenças, em muitos países.
- Movimento Rastafári, comunidades em GB, França, Espanha, Portugal, Itália e outros lugares.
- Sikhismo e Jainismo, ambas principalmente entre imigrantes indianos no Reino Unido.
- Vodu, principalmente entre imigrantes negros de origem caribenha e da África Ocidental, no Reino Unido e França.
- Religiões tradicionais africanas (incluindo Muti), principalmente no Reino Unido e França.

Milhões de europeus não professam qualquer religião ou são ateus ou agnósticos. As maiores populações não confessionais (em percentual) estão na Suécia, República Checa e França, embora a maior parte dos ex-países comunistas tenham populações não confessionais significativas. Frequentar uma igreja é uma atividade minoritária na maioria dos países ocidentais– por exemplo, a Igreja da Inglaterra atrai cerca de um milhão de devotos aos domingos, o que corresponde a cerca de 2% da população da Inglaterra.

## Filosofia
A filosofia europeia é a corrente predominante global da filosofia, central para o questionamento filosófico nas Américas e em boa parte do restante do mundo. Suas origens são judias e helénicas: o pensamento cristão tem exercido grande influência em vários campos da filosofia europeia (e vice-versa), às vezes como forma de reação; as escolas gregas de filosofia da Antiguidade clássica forneceram as bases do discurso filosófico que estende-se aos dias de hoje.
Talvez os mais importantes períodos filosóficos únicos desde a era clássica foram a Era da Razão e o Iluminismo. Discute-se muito sobre sua importância e mesmo sua duração. O que é incontestável é que os princípios da razão e do discurso racional devem muito a René Descartes, John Locke e outros que desenvolveram trabalhos nesta época.
Outras importantes correntes filosóficas europeias incluem:
| - Platonismo - Epicurismo - Estoicismo - Cepticismo - Tomismo - Humanismo - Romantismo - Racionalismo | - Empirismo - Materialismo - Idealismo - Conservadorismo - Liberalismo - Utilitarismo - Positivismo - Filosofia analítica | - Positivismo lógico - Estruturalismo - Desconstructivismo - Pós-modernismo - Existencialismo - Perspectivismo - Marxismo - Comunismo |

## Símbolos
- Símbolos da União Europeia

## Música
Música popular:
- Felix Jaehn, Nena, Kay One, Alex C, Xavier Naidoo, Toni Erdmann, Cascada, Alle Farben, Eko Fresh, Bausa, Dagi Bee, Capital Bra, Robin Schulz, Bushido, Namika, Scooter, Groove Coverage, Rammstein, Azet, Dardan, Veysel, Bibi H, Zedd, 187 Strassenbande (Alemanha)
- Andrea Bocelli, Gigi D'Agostino, Ghali, Francesco Gabbani, J-AX, Tiziano Ferro, Alex Gaudino, Guè Pequeno, Fedez, Benny Benassi, Fabio Rovazzi, Marracash, Sfera Ebbasta, Tacabro (Italia)
- Timati, Feduk, T.A.T.u., Max Korzh, Gamora, Oxxxymiron, Serebro, Gorky Park, Filatov & Karas, Vremya i Steklo, Allj, Algie & Kravtsov (Rússia)
- Inna, Alexandra Stan, Elena, Dan Balan, G Girls, Lora, Akcent, Sandu Ciorba, Morandi (Romênia)
- Ektor, Rest, Krystof, Slza, Atmo Music, Helena Vondrackova (República Checa)
- Kontrafakt, Celeste Buckingham, Rytmus, Majk Spirit (Eslováquia)
- Ruslana, Jamala, Pianoboy, Alekseev, Monatik, VovaZIL'Vova, TNMK, Seryoga, Yarmak (Ucrânia)
- ABBA, Zara Larsson, Swedish House Mafia, Danny Saucedo, Basshunter, Loreen, Galantis, Cherrie, Thrife, DJ Black Moose, Lykke Li (Suecia)
- A-ha, Kygo, Alan Walker, Sigrid, Marcus & Martinus, Madcon, Jesper Jenset (Noruega)
- The Rasmus, Alma, Nightwish, Lordi (Finlândia)
- Tiësto, Afrojack, Hardwell, Martin Garrix, Armin van Buuren, Nicky Romero, Sbmg, Boef, Laidback Luke, Alice DeeJay, Oliver Heldens, Natalie La Rose (Paises Baixos)

Outra música: Hino da europa, Hino da Liga dos Campeões da UEFA

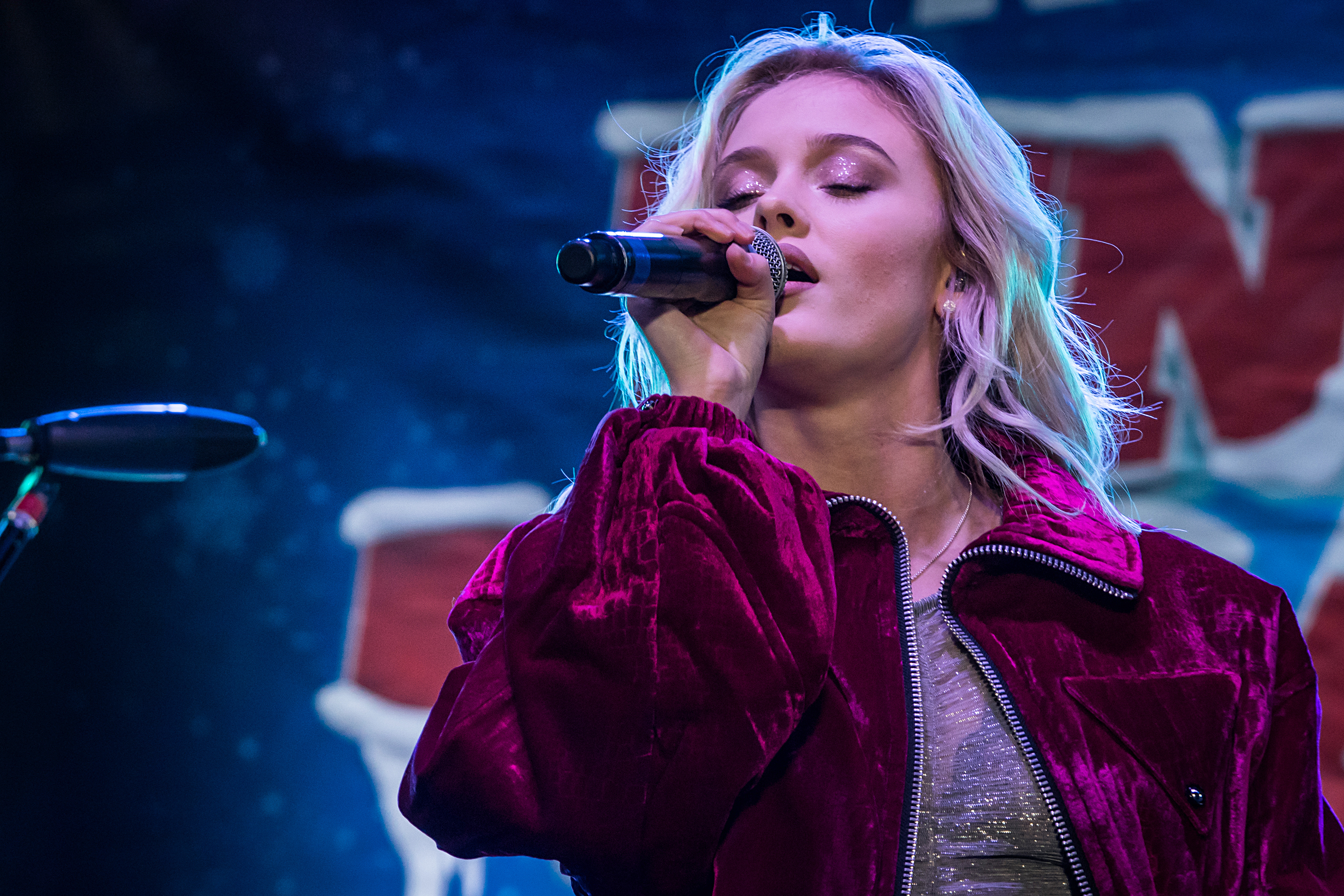
Zara Larsson
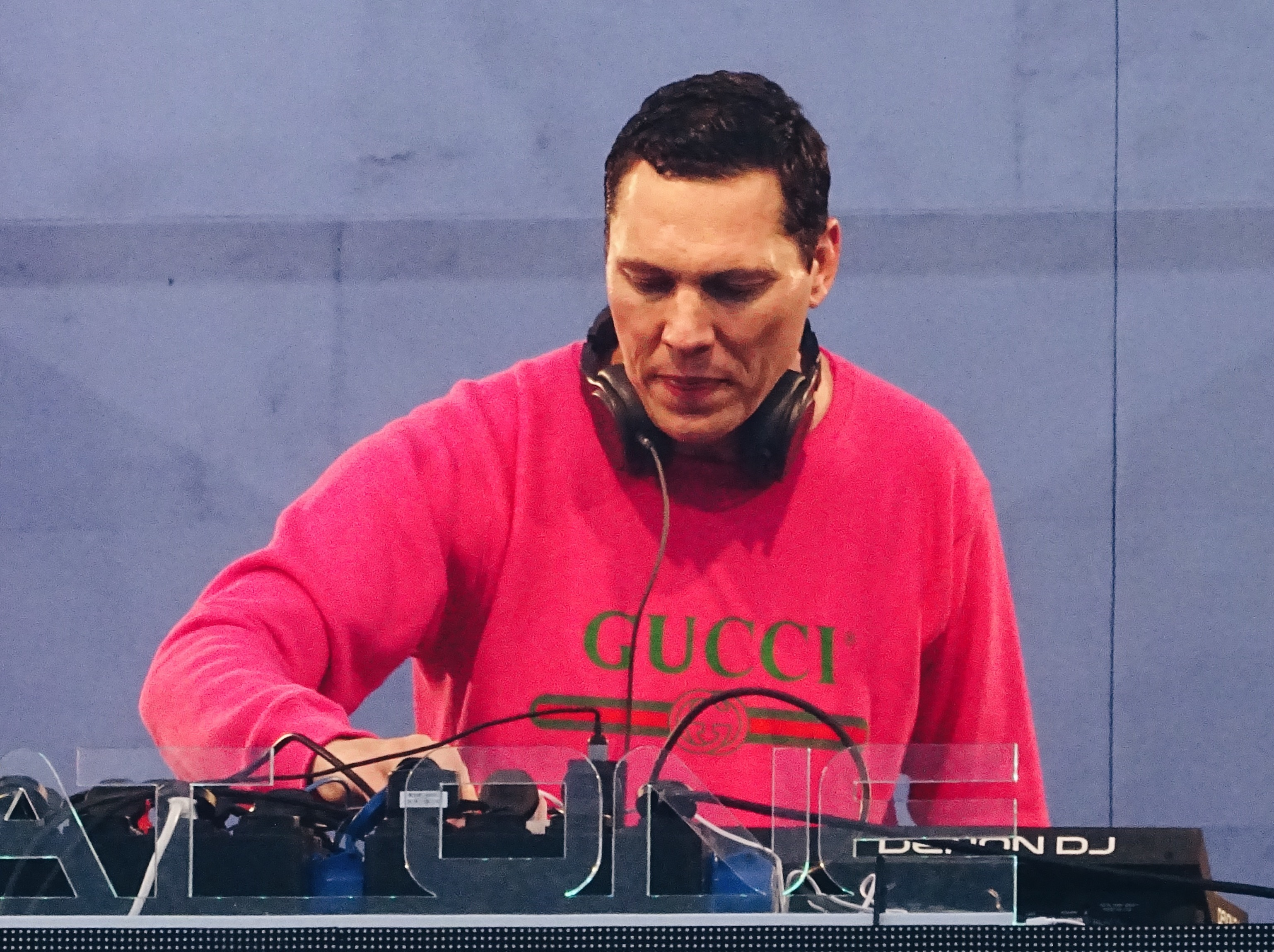
Tiesto
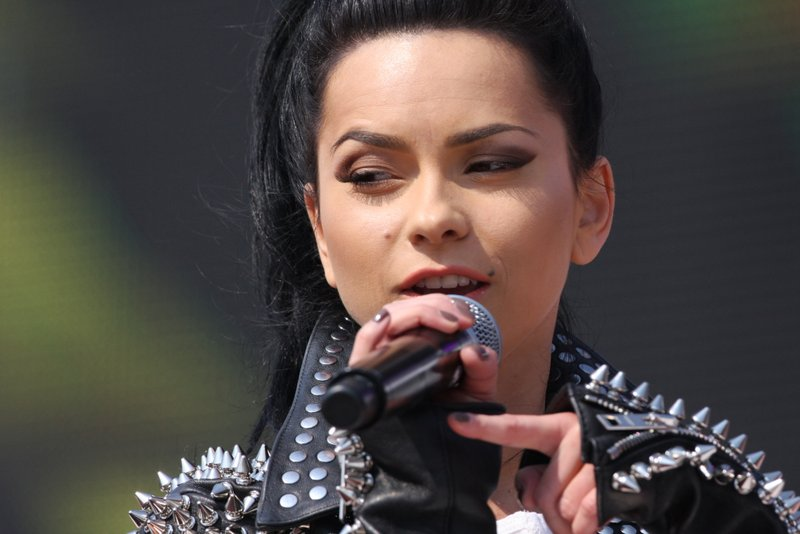
Inna
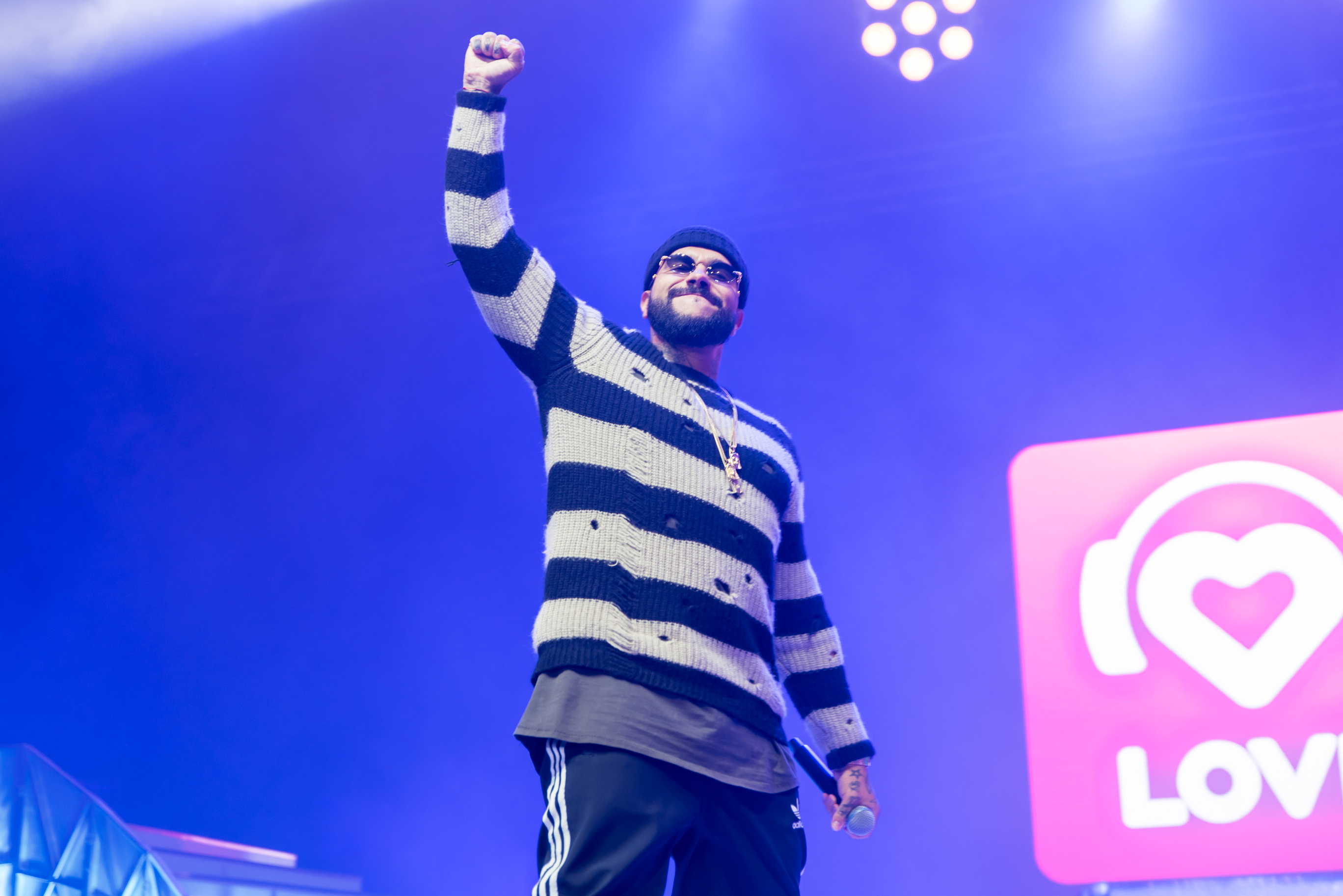
Timati